# Vladímir Ossetxkin
Vladímir Valérievitx Ossetxkin (en rus: Владимир Валерьевич Осечкин) (Samara, 14 de juny de 1981) és un empresari i activista pels drets humans rus. És el fundador del lloc web Gulagu.net.

## Biografia
Ossetxkin va néixer l'any 1981 a Samara, la seva mare és cardiòloga i el seu pare periodista. Durant els seus estudis a l'escola, guanyava diners rentant cotxes, organitzant concursos o venent gasolina.
Va estudiar a la Facultat de Dret de la Universitat de Samara, però mai es va graduar.

### Problemes amb la justícia
A principis dels anys 2000, va declarar que havia estat arrestat falsament per assassinat a Samara. La policia havia intentat arrencar-li una confessió, però el seu advocat havia ajudat a demostrar la seva innocència i havia quedat en llibertat després de tres mesos sota custòdia policial. Més tard es va traslladar a Moscou i es va dedicar a la revenda de cotxes estrangers de segona mà.
El 2004, Ossetxkin va obrir el seu concessionaril de cotxes Bestmotors a prop de Krasnogorsk, a la regió de Moscou. El 2007, el Departament de Seguretat Econòmica local del Ministeri de l'Interior de Rússia va començar a interessar-se pel seu negoci, i Ossetxkin va rebre la informació que els funcionaris del ministeri volien obrir un cas de frau contra ell, però que podia evitar el processament pagant un suborn. Vladimir, confiat en l'honestedat del seu negoci, s'hi va negar, però els empleats del Ministeri de l'Interior van començar a pressionar els seus empleats i alguns van acceptar de vendre diversos cotxes sense pagar els impostos requerits. Per això, va ser acusat de delictes econòmics (articles 159 part 4, art. 160 part 4 i part 3, i art. 174-1 part 4 del Codi Penal de la Federació Russa). El 2010, Ossetxkin va ser condemnat a 7 anys de presó, i va presentar reiteradament denúncies per tortura al centre de detenció i violació dels seus drets, així com contra els organitzadors del seu empresonament (que finalment van ser declarats culpables de corrupció). Va quedar en llibertat condicional després de passar 4 anys a la presó.

### Activisme

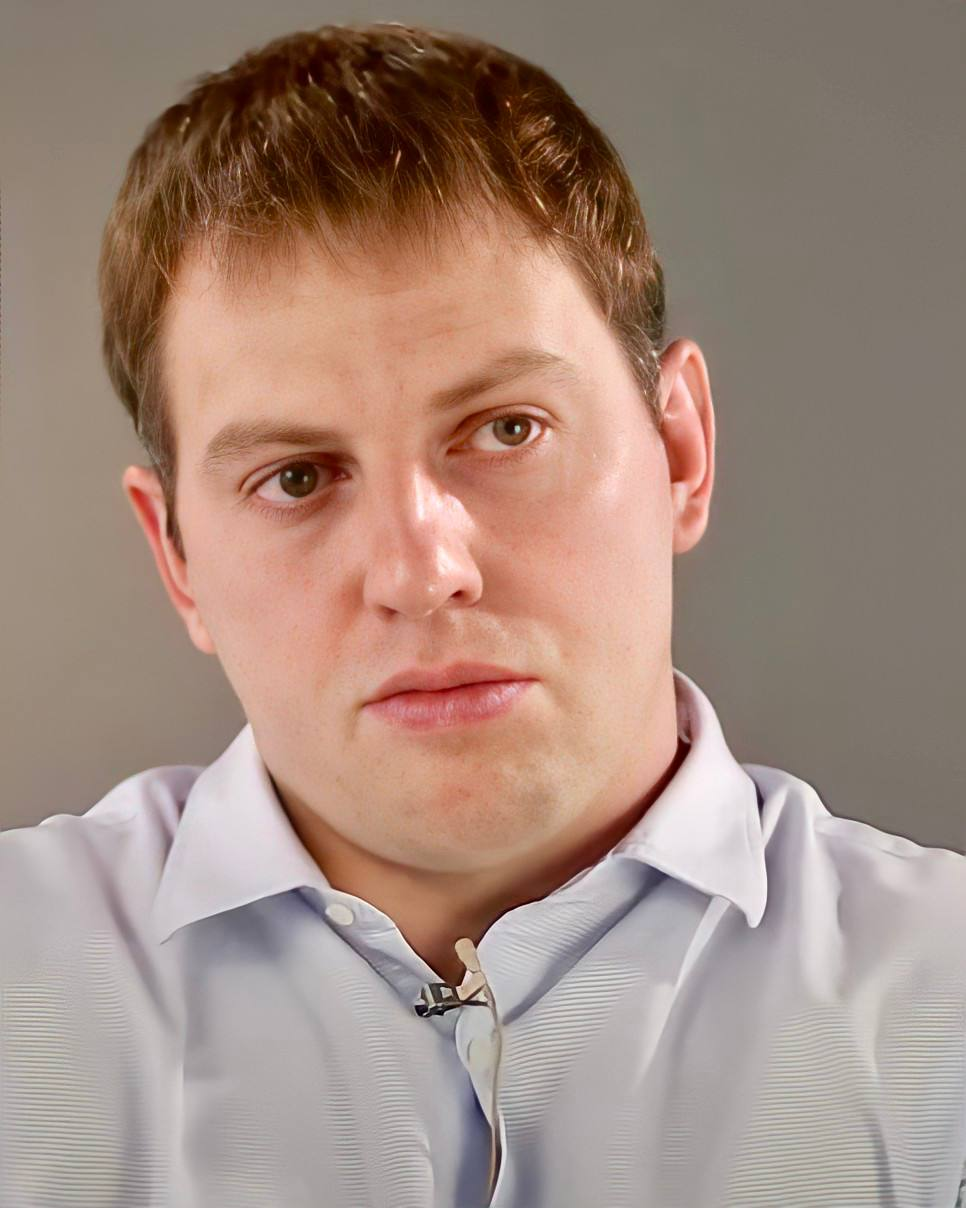
Vladímir Ossetxkin el 2014.

L'any 2011, després de la seva sortida de la presó, Ossetxkin va crear la pàgina web Gulagu.net, l'activitat principal de la qual és lluitar contra la tortura, la corrupció al sistema penitenciari rus i protegir els drets dels presos a les presons russes. El 2012 va posar en marxa un sistema d'assegurança contra la violència o per malaltia per als presos a Rússia.
L'any 2013 va ser coordinador del projecte Yopolis.
El 2014, va dirigir el grup de treball de la Duma sobre el desenvolupament del control públic i la protecció dels drets dels ciutadans als llocs de detenció.
El 2015, es va obrir un nou cas per frau criminal contra ell. Van escorcollar casa seva i es va veure obligat a abandonar Rússia. Des de llavors viu a França.
El 2020, es va prendre la decisió en absència d'arrestar Ossetxkin, i se li vinculen els processos penals amb les seves activitats de drets humans.
L'1 de novembre de 2021, el lloc Gulagu.net i el seu canal de YouTube van publicar la primera part d'un documental amb vídeos de tortura i violació gravats en una presó de la regió de Saratov. Aquests vídeos havien estat transmesos per l'exdetingut (acusat de narcotràfic amb una confessió sota tortura) i el denunciant Sergei Saveliev, que hi tenia accés gràcies al seu treball no remunerat com a administrador del sistema a la presó. Tot i que la publicació d'aquests vídeos va provocar una forta reacció dels mitjans de comunicació a Rússia, la Duma es va negar a crear una comissió d'investigació.
El 12 de novembre de 2021, el Ministeri de l'Interior rus va tornar a col·locar Ossetxkin a la llista de buscats.
El 8 de febrer de 2022, Vladímir Ossetxkin va declarar haver rebut amenaces de mort. Va rebre aquesta informació de dues fonts a Rússia i de la diàspora txetxena a França.
L'agost de 2022, Ossetxkin va instar l'antic paracaigudista rus i dissident Pavel Filatyev a fugir del país amb l'ajuda de Gulagu.net, cosa que va fer el 13 d'agost de 2022. Filatyev havia estat un ferm opositor a la guerra russo-ucraïnesa.
El setembre de 2022, Ossetxkin va declarar haver patit un intent d'assassinat a la seva casa de Biarritz (departament francès dels Pirineus Atlàntics) del qual indica que n'ha marxat.